# بحصه
بحصه (به عربی: البحصة) یک روستا در سوریه است که در ناحیه زیاره واقع شده‌است. بحصه ۱٬۰۷۰ نفر جمعیت دارد.